# Église Sainte-Marie-Madeleine de Coursegoules
L'église Sainte-Marie-Madeleine est une église catholique située à Coursegoules, en France.

## Localisation
L'église est située dans le département français des Alpes-Maritimes, sur la commune de Coursegoules.

## Historique
L'église est de style roman provençal, construite probablement au XIIe siècle au moment du développement du village. L'église était alors à nef unique de trois travées, se terminant par un chœur semi-circulaire voûté en cul-de-four.
Il existe sous l'église plusieurs caveaux ou catacombes. Certaines caractéristiques sont semblables à des tombeaux construits au VIIIe et IXe siècles. Certains éléments font penser que l'église a été construite sur un édifice plus ancien.
La population ayant augmenté, on a agrandi l'église en 1658 en lui ajoutant deux collatéraux, comme le montre la date gravée côté sud. C'est aussi ce que confirme l'évêque Antoine Godeau à la suite de sa visite pastorale en 1654 : l'église a été « agrandie de deux ailes, embellie et bien blanchie ».
L'église a été restaurée en 2007. Des cloches fondues en 2008 y ont été installées.
L'édifice est inscrit au titre des monuments historiques depuis le 5 février 1982.

## Mobilier
La base Palissy donne la liste du mobilier inscrit ou classé au titre des objets.
L'église a possédé un mobilier important qui a notablement diminué au cours des siècles. Il en reste aujourd'hui :
- une croix processionnelle du XVIe siècle en cuivre argenté,
- ciboire en argent, probablement du XVIe siècle,
- plat à offrandes,
- ciboire offert par Napoléon III, en 1864,
- retable de Saint-Jean-Baptiste attribué à Louis Bréa, daté autour de 1500[3], volé en 1999, et remplacé par une reproduction.

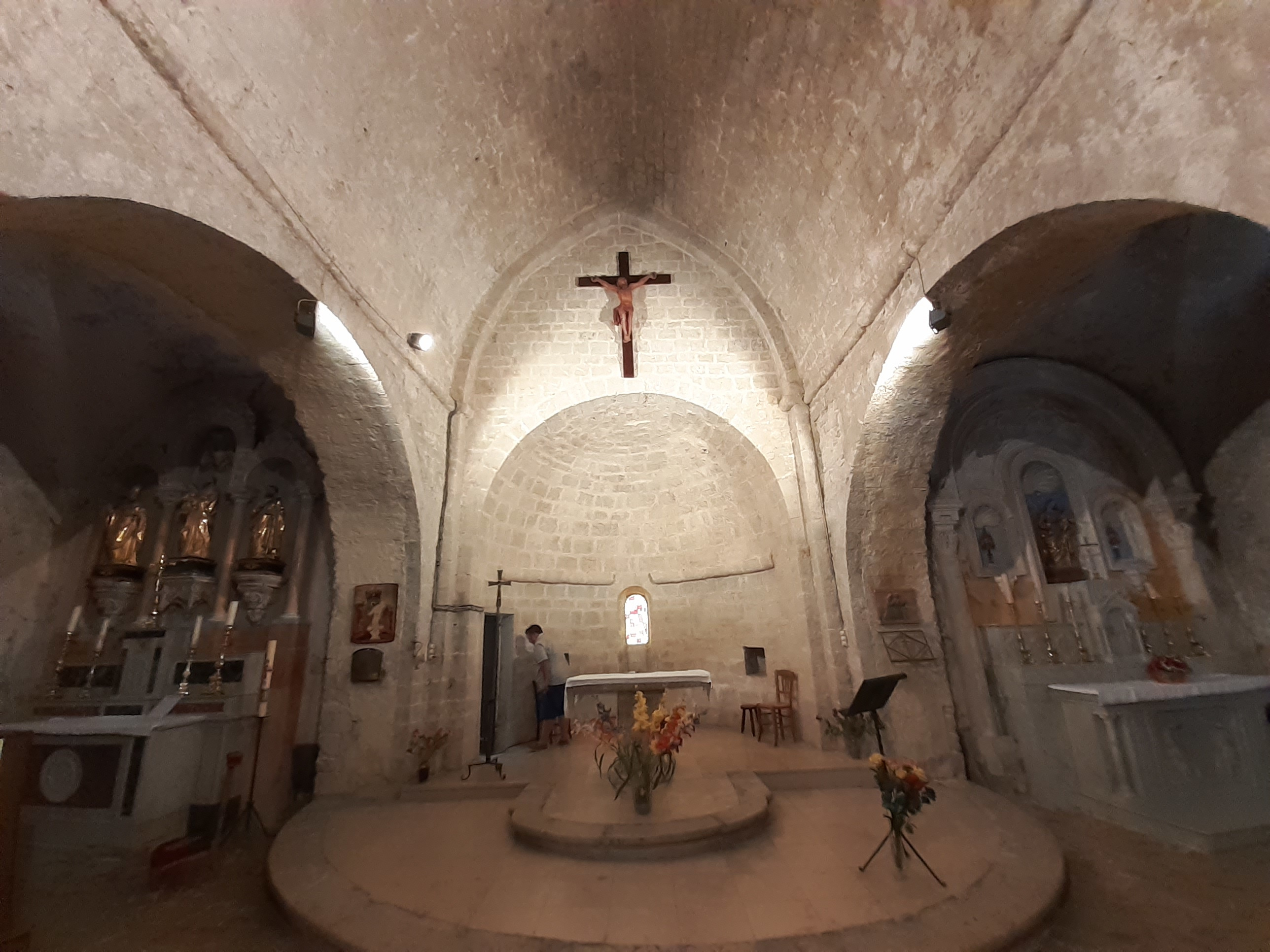
Chœur de l'église et chapelles latérales.
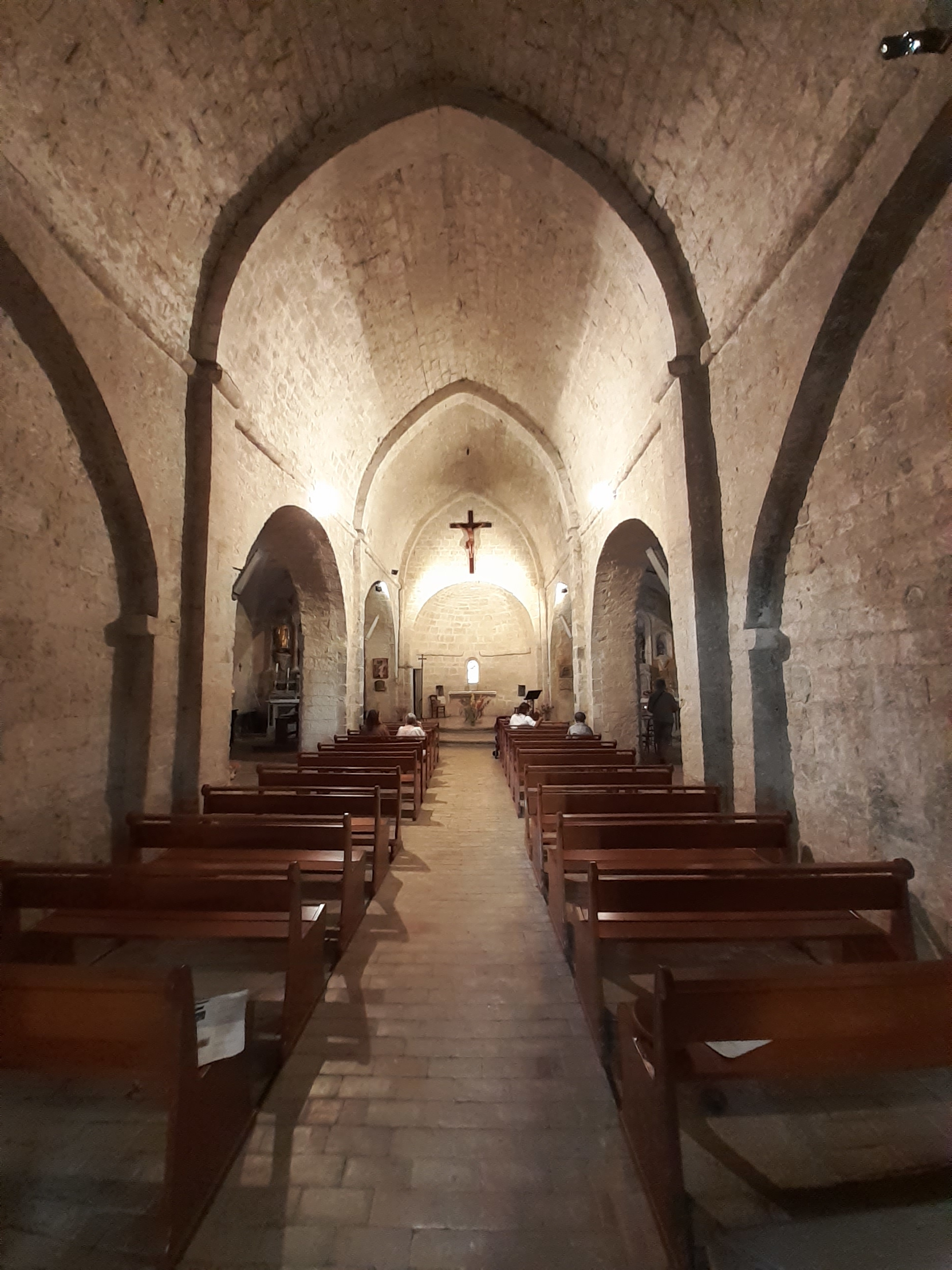
Vue de la nef de l'église.
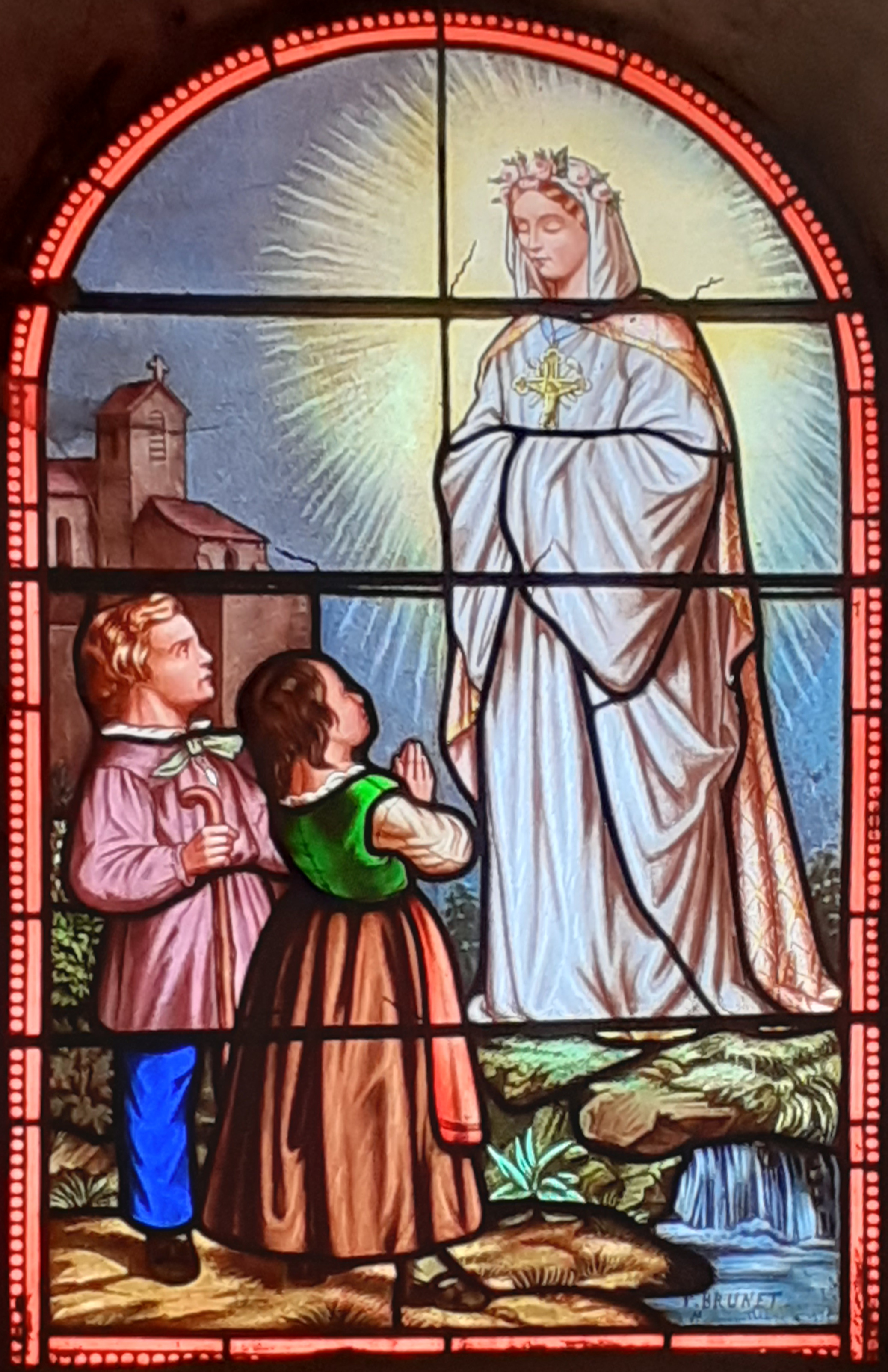
Vitrail de Notre-Dame de la Salette (chapelle de droite).
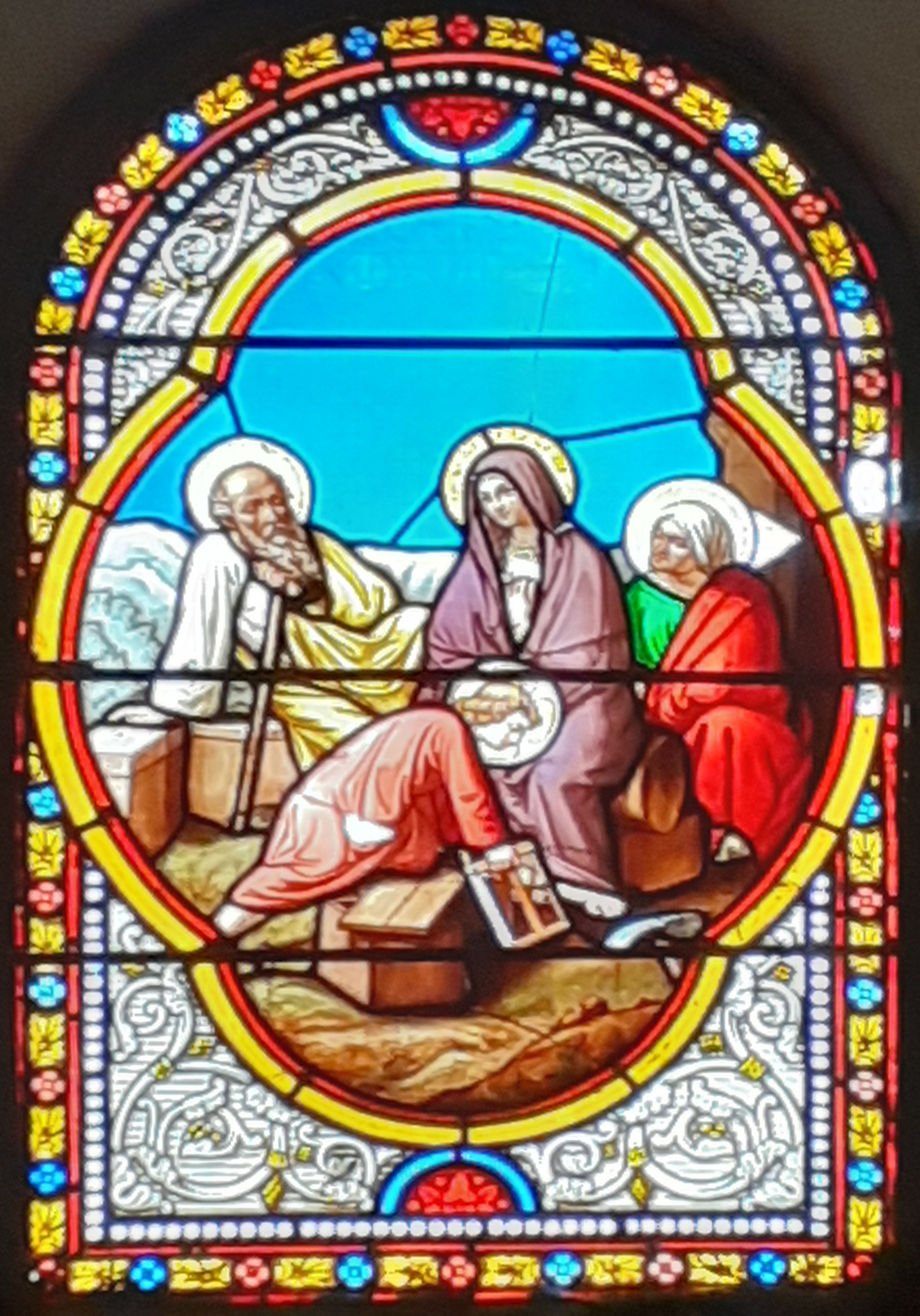
Vitrail de la Sainte Famille (chapelle de gauche).
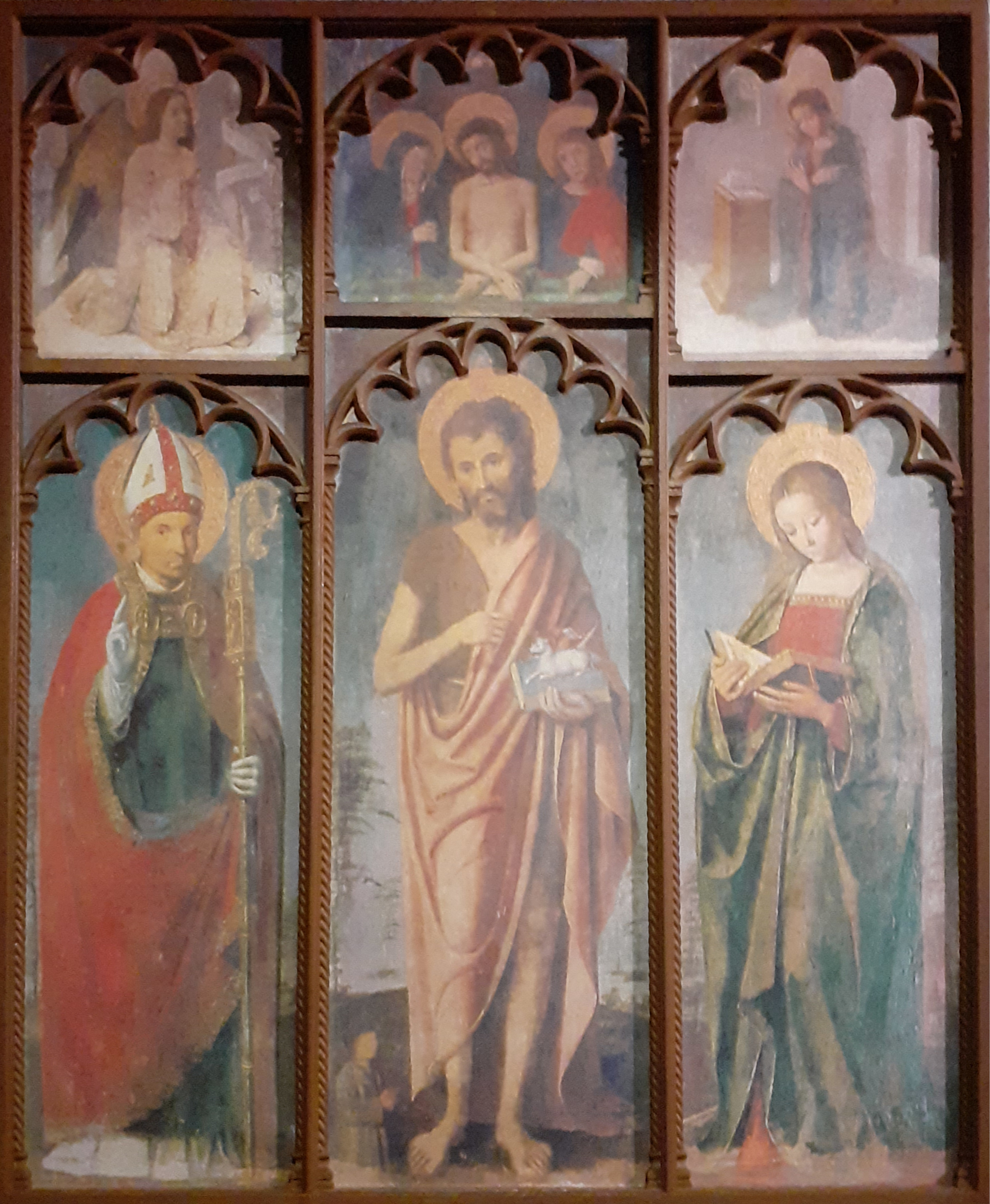
Reproduction du Bréa original.

## Principales dimensions
- Longueur totale = 21,10 m
- largeur de la nef = 5,30 m
- largeur totale = 14,70 m
- hauteur de la nef = 8,20 m
- hauteur du clocher = 18,40 m